# Иранский риал
Риа́л (перс. ریال‎) — денежная единица Ирана. Буквенный код в стандарте ISO 4217 — IRR, цифровой — 364. Официальный символ — ﷼, эмитент — Центральный банк Исламской Республики Иран. По состоянию на август 2024 года, иранский риал является второй денежной единицей мира с низкой стоимостью.
Раньше риал подразделялся на 100 динаров, но из-за низкого курса риала динары практически не используются в расчётах и не встречаются в обращении. В настоящее время имеют хождение монеты достоинством 50, 100, 250, 500, 1000, 2000 и 5000 риалов; банкноты номиналом 100, 200, 500, 1000, 2000, 5000, 10 000, 20 000, 50 000, 100 000 риалов. Центральный банк выпускает также чеки на предъявителя в 500 000, 1 000 000 и 2 000 000 риалов, формально не являющиеся банкнотами.
До денежной реформы 1932 года валютой Ирана был туман (1 туман = 10 кранов, 1 кран = 1000 динаров). В настоящее время название «туман» используется как неофициальная счётная единица для обозначения суммы в 10 риалов.

## История
Риал впервые стал производной денежной единицей Ирана (в то время Персии) в 1798 году. Риалы были введены как монеты номиналом в 1250 динаров (разменной единицы) или 1/8 тумана (основной единицы). 

В 1825 году риал перестал выпускаться и до 1932 года валютой Ирана был персидский туман.
31 июля 2019 года Правительство Ирана согласилось с предложением Центрального банка о проведении денежной реформы и введении вместо риала новой денежной единицы — тумана, равного 10 000 риалам. Решение о проведении реформы вступит в силу после одобрения его парламентом Ирана.
4 мая 2020 года Парламент Ирана утвердил законопроект о переименовании и деноминации национальной денежной единицы. Согласно этому документу, новая валюта, вводимая в обращение на территории государства, будет называться туман. При обмене одному туману будут соответствовать 10 тыс. риалов.

## Этапы денежного обращения риала
В 1932 году «Банк Мелли Иран» впервые отпечатал банкноты номиналом 5, 10, 20, 50, 100 и 500 риалов. Банкноты номиналом 1000 риалов были введёны в обращение в 1935 году. Затем правительство Ирана выпустило в 1951 году банкноту номиналом 200 риалов, а в следующем году банкноты номиналом 5000 и 10 000 риалов.
Центральный Банк Ирана спустя какое-то время прекратил выпуск некоторых банкнот: так, в 1940 году вышли из обращения банкноты номиналом 5, а в 1960 — 10 риалов.
В 1993 Центральный банк объявил риал полностью конвертируемым.
За последние два десятилетия курс риала имел тенденцию к постоянному снижению.

### 1932—1943
Первый шах династии Пехлеви Реза Пехлеви изображался на лицевой стороне всех выпусков денежных знаков Ирана всех достоинств, с 1928 (на туманах) по 1943 (на риалах).

#### Серия 1932 года
| Серия 1932 года | Серия 1932 года | Серия 1932 года  | Серия 1932 года | Серия 1932 года | Серия 1932 года | Серия 1932 года                | Серия 1932 года       |
| Изображение     | Изображение     | Номинал (риалов) | Размер (мм)     | Основные цвета  | Основные цвета  | Описание                       | Описание              |
| Аверс           | Реверс          | Номинал (риалов) | Размер (мм)     | Основные цвета  | Основные цвета  | Аверс                          | Реверс                |
| --------------- | --------------- | ---------------- | --------------- | --------------- | --------------- | ------------------------------ | --------------------- |
|                 |                 | 5                | 130×67          |                 | зелёный         | Реза Пехлеви                   | Номинал, Лев и Солнце |
|                 |                 | 10               | 136×69          |                 | коричневый      | Реза Пехлеви                   | Номинал, Лев и Солнце |
|                 |                 | 20               | 142×71          |                 | пурпурный       | Реза Пехлеви                   | Номинал, Лев и Солнце |
|                 |                 | 50               | 142×71          |                 | оливковый       | Реза Пехлеви и дворец Саадабад | Номинал, Лев и Солнце |
|                 |                 | 100              | 142×71          |                 | серый           | Реза Пехлеви и Персеполь       | Номинал, Лев и Солнце |
|                 |                 | 500              | 142×71          |                 | синий           | Реза Пехлеви и гора Демавенд   | Номинал, Лев и Солнце |

#### Серия 1937 года
| Серия 1937 года | Серия 1937 года | Серия 1937 года  | Серия 1937 года | Серия 1937 года | Серия 1937 года | Серия 1937 года                | Серия 1937 года      |
| Изображение     | Изображение     | Номинал (риалов) | Размер (мм)     | Основные цвета  | Основные цвета  | Описание                       | Описание             |
| Аверс           | Реверс          | Номинал (риалов) | Размер (мм)     | Основные цвета  | Основные цвета  | Аверс                          | Реверс               |
| --------------- | --------------- | ---------------- | --------------- | --------------- | --------------- | ------------------------------ | -------------------- |
|                 |                 | 5                | 130×67          |                 | зелёный         | Реза Пехлеви                   | Номинал Лев и Солнце |
|                 |                 | 10               | 136×69          |                 | коричневый      | Реза Пехлеви                   | Номинал Лев и Солнце |
|                 |                 | 20               | 142×71          |                 | красный         | Реза Пехлеви                   | Номинал Лев и Солнце |
|                 |                 | 50               | 142×71          |                 | оливковый       | Реза Пехлеви и дворец Саадабад | Номинал Лев и Солнце |
|                 |                 | 100              | 142×71          |                 | серый           | Реза Пехлеви и Персеполь       | Номинал Лев и Солнце |
|                 |                 | 500              | 142×71          |                 | тёмно-синий     | Реза Пехлеви и гора Демавенд   | Номинал Лев и Солнце |
|                 |                 | 1000             | 148×73          |                 | тёмно-зелёный   | Реза Пехлеви и Кир II          | Лев и Солнце Кир II  |

#### Серия 1942 года
| Серия 1942 года | Серия 1942 года | Серия 1942 года  | Серия 1942 года | Серия 1942 года | Серия 1942 года | Серия 1942 года                | Серия 1942 года            |
| Изображение     | Изображение     | Номинал (риалов) | Размер (мм)     | Основные цвета  | Основные цвета  | Описание                       | Описание                   |
| Аверс           | Реверс          | Номинал (риалов) | Размер (мм)     | Основные цвета  | Основные цвета  | Аверс                          | Реверс                     |
| --------------- | --------------- | ---------------- | --------------- | --------------- | --------------- | ------------------------------ | -------------------------- |
|                 |                 | 5                | 130×67          |                 | красный         | Реза Пехлеви                   | Гробница пророка Даниила   |
|                 |                 | 10               | 136×69          |                 | фиолетовый      | Реза Пехлеви                   | Гора Демавенд              |
|                 |                 | 20               | 142×71          |                 | оранжевый       | Реза Пехлеви и Персеполь       | Железная дорога в горах    |
|                 |                 | 50               | 142×71          |                 | зелёный         | Реза Пехлеви и гора Демавенд   | Персеполь Лев и Солнце     |
|                 |                 | 100              | 142×71          |                 | красный         | Реза Пехлеви и дворец Саадабад | Пароход и Парусник         |
|                 |                 | 500              | 142×71          |                 | тёмно-синий     | Реза Пехлеви                   | Мавзолей Кира              |
|                 |                 | 1000             | 148×73          |                 | серый зелёный   | Реза Пехлеви                   | Рассвет над горой Демавенд |

### 1944 — начало 1979
Второй шах династии Пехлеви Мохаммед Реза Пехлеви, шах с 1941 по 1979 год, был изображён на лицевой стороне всех денежных знаков Ирана всех выпусков, начиная с выпуска 1944 года. Его портреты на деньгах сначала взрослели, затем старели вместе с ним.

#### Серия 1944 года
| Серия 1944 года | Серия 1944 года | Серия 1944 года  | Серия 1944 года | Серия 1944 года | Серия 1944 года | Серия 1944 года                       | Серия 1944 года          |
| Изображение     | Изображение     | Номинал (риалов) | Размер (мм)     | Основные цвета  | Основные цвета  | Описание                              | Описание                 |
| Аверс           | Реверс          | Номинал (риалов) | Размер (мм)     | Основные цвета  | Основные цвета  | Аверс                                 | Реверс                   |
| --------------- | --------------- | ---------------- | --------------- | --------------- | --------------- | ------------------------------------- | ------------------------ |
|                 |                 | 5                | 130×67          |                 | красный         | Мохаммед Реза Пехлеви                 | Гробница пророка Даниила |
|                 |                 | 10               | 136×69          |                 | фиолетовый      | Мохаммед Реза Пехлеви                 | Гора Демавенд            |
|                 |                 | 20               | 142×71          |                 | оранжевый       | Мохаммед Реза Пехлеви и Персеполь     | Железная дорога в горах  |
|                 |                 | 50               | 142×71          |                 | зелёный         | Мохаммед Реза Пехлеви                 | Гробница Кира            |
|                 |                 | 100              | 142×71          |                 | коричневый      | Мохаммед Реза Пехлеви дворец Саадабад | Пароход и парусное судно |
|                 |                 | 100              | 142×71          |                 | фиолетовый      | Мохаммед Реза Пехлеви                 | Старый мост в Дизфуле    |
|                 |                 | 500              | 142×71          |                 | тёмно-синий     | Мохаммед Реза Пехлеви                 | Дворец в Персеполе       |
|                 |                 | 1000             | 148×73          |                 | зелёный         | Мохаммед Реза Пехлеви                 | Гора Демавенд            |

#### Серия 1949—1951 годов
| Серия 1949—1951 | Серия 1949—1951 | Серия 1949—1951  | Серия 1949—1951 | Серия 1949—1951 | Серия 1949—1951   | Серия 1949—1951       | Серия 1949—1951                 |
| Изображение     | Изображение     | Номинал (риалов) | Размер (мм)     | Основные цвета  | Основные цвета    | Описание              | Описание                        |
| Аверс           | Реверс          | Номинал (риалов) | Размер (мм)     | Основные цвета  | Основные цвета    | Аверс                 | Реверс                          |
| --------------- | --------------- | ---------------- | --------------- | --------------- | ----------------- | --------------------- | ------------------------------- |
|                 |                 | 10               | 130×67          |                 | синий             | Мохаммед Реза Пехлеви | Крылатый дракон из Так-е Бостан |
|                 |                 | 20               | 136×69          |                 | красно-коричневый | Мохаммед Реза Пехлеви | Лев и антилопа из Так-е Бостан  |
|                 |                 | 50               | 142×71          |                 | зелёный           | Мохаммед Реза Пехлеви | Барельеф из Персеполя           |
|                 |                 | 100              | 148×73          |                 | розовый           | Мохаммед Реза Пехлеви | Дворец Дария в Персеполе        |
|                 |                 | 200              | 154×75          |                 | голубой           | Мохаммед Реза Пехлеви | Железнодорожный мост в горах    |
|                 |                 | 500              | 160×77          |                 | синий             | Мохаммед Реза Пехлеви | Живопись из дворца Чехель-сотун |
|                 |                 | 1000             | 166×79          |                 | вишневый          | Мохаммед Реза Пехлеви | Гора Демавенд                   |

| Серия 1944—1979 | Серия 1944—1979 | Серия 1944—1979  | Серия 1944—1979 | Серия 1944—1979                      | Серия 1944—1979    | Серия 1944—1979                   | Серия 1944—1979                       |
| Изображение     | Изображение     | Номинал (риалов) | Размер (мм)     | Основные цвета                       | Основные цвета     | Описание                          | Описание                              |
| Аверс           | Реверс          | Номинал (риалов) | Размер (мм)     | Основные цвета                       | Основные цвета     | Аверс                             | Реверс                                |
| --------------- | --------------- | ---------------- | --------------- | ------------------------------------ | ------------------ | --------------------------------- | ------------------------------------- |
|                 |                 | 10               | 130×67          |                                      | серый              | Мохаммед Реза Пехлеви             | Императорская печать Дария I          |
|                 |                 | 10               | 130×67          | Мавзолей Авиценны                    | серый              | Мохаммед Реза Пехлеви             |                                       |
|                 |                 | 10               | 130×67          | Дамба Амир Кадиб                     | серый              | Мохаммед Реза Пехлеви             |                                       |
|                 |                 | 20               | 130×67          |                                      | красный            | Мохаммед Реза Пехлеви             | Памятник Реза Пехлеви                 |
|                 |                 | 20               | 130×67          |                                      | оранжевый          | Мохаммед Реза Пехлеви             | Дамба Амир Кадиб                      |
|                 |                 | 50               | 130×67          |                                      | зелёный            | Мохаммед Реза Пехлеви             | Мохаммед Реза Пехлеви на демонстрации |
|                 |                 | 50               | 130×67          | Мавзолей Кира                        | зелёный            | Мохаммед Реза Пехлеви             |                                       |
|                 |                 | 100              | 136×69          |                                      | пурпурный          | Мохаммед Реза Пехлеви             | Социальные услуги                     |
|                 |                 | 100              | 136×69          | Мраморный дворец                     | пурпурный          | Мохаммед Реза Пехлеви             |                                       |
|                 |                 | 100              | 136×69          | Реза Пехлеви и Мохаммед Реза Пехлеви | пурпурный          | 50-летний юбилей Династии Пехлеви |                                       |
|                 |                 | 200              | 136×69          |                                      | синий              | Мохаммед Реза Пехлеви             | Железнодорожный мост                  |
|                 |                 | 200              | 136×69          |                                      | сине-зелёный       | Мохаммед Реза Пехлеви             | Башня Азади                           |
|                 |                 | 500              | 142×71          |                                      | серебристый жёлтый | Мохаммед Реза Пехлеви             | Артефакты из Марлика                  |
|                 |                 | 1000             | 148×73          |                                      | коричневый         | Мохаммед Реза Пехлеви             | Могила Хафеза                         |
|                 |                 | 5000             | 154×75          |                                      | голубой            | Мохаммед Реза Пехлеви             | Дворец Голестан                       |
|                 |                 | 10 000           | 160×77          |                                      | зелёный            | Мохаммед Реза Пехлеви             | Дворец Голестан                       |

|                                |                                |                   |                   |
| Лицевая сторона: 5 и 500, 1944 | Лицевая сторона: 5 и 500, 1944 | 20 1951 и 10 1954 | 20 1951 и 10 1954 |

|                                      |                                      |                              |                              |
| Лицевая сторона: 200 1958 и 500 1962 | Лицевая сторона: 200 1958 и 500 1962 | 500 1969 и 1000 обр. 1974 г. | 500 1969 и 1000 обр. 1974 г. |

### После Исламской революции 1979 года
После победы Исламской революции аятоллы Хомейни в 1979 году изображения шаха Мохаммед Реза Пехлеви, который был изображён на всех купюрах Ирана, запечатывали одним (портрет) или двумя (портрет и водяной знак) крестами, обычно красной краской.
|                                            |                                            |                                               |                                               |
| Надпечатки 1979 г. на 20 и 50 обр. 1974 г. | Надпечатки 1979 г. на 20 и 50 обр. 1974 г. | Надпечатки 1979 г. на 100 и 5000 обр. 1974 г. | Надпечатки 1979 г. на 100 и 5000 обр. 1974 г. |

|                                                             |                                                             |                                           |                                           |
| Оборотная сторона 20 и 50 обр. 1974: Латьян и мавзолей Кира | Оборотная сторона 20 и 50 обр. 1974: Латьян и мавзолей Кира | Оборотная сторона 100 и 5000 обр. 1974 г. | Оборотная сторона 100 и 5000 обр. 1974 г. |

#### «Запечатка» 1979/1980 года
Затем, в 1980 году, изображение иранского шаха Пехлеви на банкнотах было закрыто «художественным» вычурным чёрным рисунком, повторяющим его силуэт.
Это было сделано, поскольку в Центральном банке Ирана оставались большие запасы отпечатанных, но не выпущенных в обращение банкнот образца 1974 года, на каждой из которых было изображение ненавистного новой власти шаха.
Были выпущены монеты номиналом 50 динаров, 1 риал, 2 риала, 5 риалов, 10 риалов, 20 риалов, 50 риалов.
|                                                     |                                                     |                                   |                                   |                                                   |                                                   |
| Лицевая сторона: 100 и 200 с надпечатками 1979—1980 | Лицевая сторона: 100 и 200 с надпечатками 1979—1980 | 500 и 1000 с надпечатками 1980 г. | 500 и 1000 с надпечатками 1980 г. | 1000 1979 и 50 1980 с маркой со спецгашением 1982 | 1000 1979 и 50 1980 с маркой со спецгашением 1982 |

|                                                     |                                                     |                                   |                                   |                                              |                                              |
| Оборотная сторона: 100 и 200 с надпечатками 1979-80 | Оборотная сторона: 100 и 200 с надпечатками 1979-80 | 500 и 1000 с надпечатками 1980 г. | 500 и 1000 с надпечатками 1980 г. | 1000 1979 и 50 с маркой со спецгашением 1982 | 1000 1979 и 50 с маркой со спецгашением 1982 |

### Выпуск 1982 года
Первый выпуск купюр после Исламской революции. Визуально купюры были схожи с купюрами времён Пехлеви, однако изображение шаха было заменено на изображение Мавзолея Имама Резы. Были выпущены банкноты номиналом 100, 200, 500, 1000, 5000 и 10000 риалов
| Серия 1982 года | Серия 1982 года | Серия 1982 года  | Серия 1982 года | Серия 1982 года | Серия 1982 года | Серия 1982 года     | Серия 1982 года                        |
| Изображение     | Изображение     | Номинал (риалов) | Размеры (мм)    | Основные цвета  | Основные цвета  | Описание            | Описание                               |
| Аверс           | Реверс          | Номинал (риалов) | Размеры (мм)    | Основные цвета  | Основные цвета  | Аверс               | Реверс                                 |
| --------------- | --------------- | ---------------- | --------------- | --------------- | --------------- | ------------------- | -------------------------------------- |
|                 |                 | 100              | 142×71          |                 | пурпурный       | Мавзолей Имама Резы | Медресе Чахарбаг                       |
|                 |                 | 200              | 148×73          |                 | сине-зелёный    | Мавзолей Имама Резы | Мавзолей Авиценны                      |
|                 |                 | 500              | 154×75          |                 | коричневый      | Мавзолей Имама Резы | Крылатые быки                          |
|                 |                 | 1000             | 160×77          |                 | розовый         | Мавзолей Имама Резы | Гробница Хафеза                        |
|                 |                 | 5000             | 166×79          |                 | пурпурный       | Мавзолей Имама Резы | Нефтеперерабатывающий завод в Тегеране |
|                 |                 | 10000            | 172×81          |                 | зелёный         | Мавзолей Имама Резы | Старое здание Парламента Ирана         |

### Банкноты и чеки 1992—2019 годов
В обороте находятся банкноты номиналом в 100, 200, 500, 1000, 2000, 5000, 10 000, 20 000, 50 000, 100 000 риалов различных годов выпуска и чеки в 500 000 и 1 000 000 риалов.
Банкноты старого образца 1982—1989 годов выпуска являются платёжным средством и изымаются из оборота по мере износа.
На лицевой стороне банкнот всех выпусков (кроме банкнот достоинством в 100, 200 и 500 риалов и чеков в 500 000 и 1 000 000 риалов) изображён портрет аятоллы Хомейни. На чеках номиналом 500 000 и 1 000 000 риалов выполнена двойная франкировка (номиналы указаны и в риалах, и в планировавшихся тогда к вводу туманах), свидетельствующая о том, что валютная реформа, в итоге реализованная в 2020 году, была запланирована уже в конце 2000-х.
| Банкноты серии 1985—2017 годов | Банкноты серии 1985—2017 годов | Банкноты серии 1985—2017 годов | Банкноты серии 1985—2017 годов | Банкноты серии 1985—2017 годов | Банкноты серии 1985—2017 годов          | Банкноты серии 1985—2017 годов                       | Банкноты серии 1985—2017 годов |
| Изображение                    | Изображение                    | Номинал (риалов)               | Размеры (мм)                   | Основные цвета                 | Описание                                | Описание                                             | Дата выпуска в обращение       |
| Лицевая сторона                | Оборотная сторона              | Номинал (риалов)               | Размеры (мм)                   | Основные цвета                 | Лицевая сторона                         | Оборотная сторона                                    | Дата выпуска в обращение       |
| ------------------------------ | ------------------------------ | ------------------------------ | ------------------------------ | ------------------------------ | --------------------------------------- | ---------------------------------------------------- | ------------------------------ |
|                                |                                | 100                            | 130×67                         | розовый фиолетовый             | Портрет Хасана Мадари                   | Здание Сената в Тегеране                             | 1 декабря 1985                 |
|                                |                                | 200                            | 136×69                         | зелёный оранжевый              | Пятничная мечеть в Йезде                | Крестьяне-дехкане                                    | 30 августа 1982                |
|                                |                                | 500                            | 142×71                         | серый зелёный                  | Пятничная молитва                       | Тегеранский университет                              | 15 марта 1989                  |
|                                |                                | 1000                           | 148×73                         | коричневый                     | Медресе Фейзие                          | Мечеть Купол Скалы в Иерусалиме                      | 1982                           |
|                                |                                | 1000                           | 148×73                         | зелёный коричневый             | Портрет аятоллы Хомейни                 | Мечеть Купол Скалы в Иерусалиме                      | 24 октября 1992                |
|                                |                                | 2000                           | 151×74                         | фиолетовый                     | Освобождение Хорремшехра                | Кааба в Мекке                                        | 5 августа 1986                 |
|                                |                                | 2000                           | 151×74                         | розовый зелёный                | Портрет аятоллы Хомейни                 | Кааба                                                | 3 ноября 2005                  |
|                                |                                | 5000                           | 154×75                         | красный                        | Иранские революционеры 1979 года        | Мавзолей Фатимы Масуме                               | 1981                           |
|                                |                                | 5000                           | 154×75                         | коричневый розовый             | Портрет аятоллы Хомейни, восточный узор | Букет цветов с птицами                               | 5 октября 1993                 |
|                                |                                | 5000                           | 154×75                         | коричневый розовый             | Портрет аятоллы Хомейни, восточный узор | Омид, Сафир, глобус с обозначенной территорией Ирана | 3 августа 2009                 |
|                                |                                | 5000                           | 154×75                         | коричневый розовый             | Портрет аятоллы Хомейни, восточный узор | Керамика из Забола                                   | 17 июня 2013                   |
|                                |                                | 10 000                         | 160×77                         | синий                          | Революционеры 1979 года                 | Мавзолей Имама Резы                                  | 1981                           |
|                                |                                | 10 000                         | 160×77                         | зелёный синий                  | Портрет аятоллы Хомейни, восточный узор | Гора Демавенд                                        | 24 октября 1992                |
|                                |                                | 10 000                         | 142×71                         | зелёный                        | Портрет аятоллы Хомейни                 | Мавзолей Хафиза в Ширазе                             | 12 июня 2017                   |
|                                |                                | 20 000                         | 163×78                         | синий зелёный                  | Портрет аятоллы Хомейни, восточный узор | Площадь Имама в Исфахане                             | 14 марта 2004                  |
|                                |                                | 20 000                         | 163×78                         | синий зелёный                  | Портрет аятоллы Хомейни, восточный узор | Площадь Имама в Исфахане                             | 2005                           |
|                                |                                | 20 000                         | 163×78                         | синий зелёный                  | Портрет аятоллы Хомейни, восточный узор | Мечеть Аль-Акса в Иерусалиме                         | 3 августа 2009                 |
|                                |                                | 20 000                         | 163×78                         | синий зелёный                  | Портрет аятоллы Хомейни, восточный узор | Особняк Агазаде                                      | 22 октября 2014                |
|                                |                                | 50 000                         | 166×79                         | жёлтый                         | Портрет аятоллы Хомейни, восточный узор | символ атома на контурной карте Ирана                | 11 марта 2007                  |
|                                |                                | 50 000                         | 166×79                         | жёлтый                         | Портрет аятоллы Хомейни, восточный узор | Тегеранский университет                              | 2015                           |
|                                |                                | 100 000                        | 166×79                         | зелёный                        | Портрет аятоллы Хомейни, восточный узор | Мавзолей Саади в Ширазе                              | 21 июня 2010                   |

| Чеки Центрального банка Исламской Республики Иран | Чеки Центрального банка Исламской Республики Иран | Чеки Центрального банка Исламской Республики Иран | Чеки Центрального банка Исламской Республики Иран | Чеки Центрального банка Исламской Республики Иран | Чеки Центрального банка Исламской Республики Иран | Чеки Центрального банка Исламской Республики Иран | Чеки Центрального банка Исламской Республики Иран |
| Изображение                                       | Изображение                                       | Номинал (риалов)                                  | Размеры (мм)                                      | Основные цвета                                    | Описание                                          | Описание                                          | Дата выпуска в обращение                          |
| Лицевая сторона                                   | Оборотная сторона                                 | Номинал (риалов)                                  | Размеры (мм)                                      | Основные цвета                                    | Лицевая сторона                                   | Оборотная сторона                                 | Дата выпуска в обращение                          |
| ------------------------------------------------- | ------------------------------------------------- | ------------------------------------------------- | ------------------------------------------------- | ------------------------------------------------- | ------------------------------------------------- | ------------------------------------------------- | ------------------------------------------------- |
|                                                   |                                                   | 500 000                                           | 160×75                                            | фиолетовый                                        | Мавзолей Имама Резы                               | Надписи на фарси и восточный узор                 | 2008                                              |
|                                                   |                                                   | 500 000                                           | 142×71                                            | индиго                                            | Мавзолей Имама Резы                               | Питьевой фонтанчик Исмаил Тала                    | октябрь 2014                                      |
|                                                   |                                                   | 1 000 000                                         | 160×75                                            | розовый                                           | Тачара в Персеполе                                | Надписи на фарси и восточный узор                 | 2008                                              |
|                                                   |                                                   | 1 000 000                                         | 160×75                                            | синий                                             | Тачара в Персеполе                                | Надписи на фарси и восточный узор                 | 2009                                              |

### Серия 2019—2025 годов
В рамках реализации валютной реформы 2020 года (переименование национальной валюты в туман с деноминацией в соотношении 10000:1) с 2019 года выпускаются банкноты и чеки с двойной франкировкой (и в туманах, и в риалах). С целью подчёркивания разницы в масштабах цен в риалах и в туманах, новые номиналы в туманах выделены более ярким шрифтом, а нули, «отбрасываемые» в рамках валютной реформы — тусклым.
В настоящее время самой дорогой законной платежной купюрой, выпущенной центральным банком, является 100 000 риалов. Из-за нехватки бумажных денег более высокие номиналы были выпущены в виде чеков, а не законных платежных средств. Однако иранские чеки номиналом 500 000, 1 000 000 и 2 000 000 риалов находятся в свободном обращении и рассматриваются как наличные деньги.
ЦБ Ирана выпустил:
- в 2019 году — чек в 500 000 риалов (50 туманов);
- в 2020 году — банкнота в 100 000 риалов (10 туманов) и чек в 1 000 000 риалов (100 туманов);
- в 2021 году — банкноты в 10 000 риалов (1 туман), 20 000 риалов (2 тумана) и 50 000 риалов (5 туманов);
- в феврале 2023 года — чек в 2 000 000 риалов (200 туманов)[11].

| Серия 2019—2025 годов | Серия 2019—2025 годов | Серия 2019—2025 годов    | Серия 2019—2025 годов | Серия 2019—2025 годов | Серия 2019—2025 годов | Серия 2019—2025 годов | Серия 2019—2025 годов        | Серия 2019—2025 годов    |
| Изображение           | Изображение           | Номинал (туманов/риалов) | Размеры (мм)          | Основные цвета        | Основные цвета        | Описание              | Описание                     | Дата выпуска в обращение |
| Лицевая сторона       | Оборотная сторона     | Номинал (туманов/риалов) | Размеры (мм)          | Основные цвета        | Основные цвета        | Лицевая сторона       | Оборотная сторона            | Дата выпуска в обращение |
| --------------------- | --------------------- | ------------------------ | --------------------- | --------------------- | --------------------- | --------------------- | ---------------------------- | ------------------------ |
|                       |                       | 1/ 10 000                | 156×71                |                       | оливковый             | Рухолла Хомейни       | Мавзолей Авиценны в Хамадане | 2021                     |
|                       |                       | 2/ 20 000                | 156×71                |                       | синий                 | Рухолла Хомейни       | Мавзолей поэтов в Тебризе    | 2021                     |
|                       |                       | 5/ 50 000                | 156×71                |                       | фиолетовый            | Рухолла Хомейни       | Гробница Хазефа              | 2021                     |
|                       |                       | 10/ 100 000              | 156×71                |                       | зелёный               | Рухолла Хомейни       | Мавзолей Саади в Ширазе      | 2020                     |

| Чеки Центрального банка Исламской Республики Иран | Чеки Центрального банка Исламской Республики Иран | Чеки Центрального банка Исламской Республики Иран | Чеки Центрального банка Исламской Республики Иран | Чеки Центрального банка Исламской Республики Иран | Чеки Центрального банка Исламской Республики Иран | Чеки Центрального банка Исламской Республики Иран | Чеки Центрального банка Исламской Республики Иран |
| Изображение                                       | Изображение                                       | Номинал (туманов/риалов)                          | Размеры (мм)                                      | Основные цвета                                    | Описание                                          | Описание                                          | Дата выпуска в обращение                          |
| Лицевая сторона                                   | Оборотная сторона                                 | Номинал (туманов/риалов)                          | Размеры (мм)                                      | Основные цвета                                    | Лицевая сторона                                   | Оборотная сторона                                 | Дата выпуска в обращение                          |
| ------------------------------------------------- | ------------------------------------------------- | ------------------------------------------------- | ------------------------------------------------- | ------------------------------------------------- | ------------------------------------------------- | ------------------------------------------------- | ------------------------------------------------- |
|                                                   |                                                   | 50/ 500 000                                       | 156×71                                            | персиковый                                        | Мавзолей Имама Резы                               | Гора Демавенд                                     | январь 2019                                       |
|                                                   |                                                   | 100/ 1 000 000                                    | 156×71                                            | голубой                                           | Тачара в Персеполе                                | Нефтеперерабатывающий завод                       | 2020                                              |
|                                                   |                                                   | 100/ 1 000 000                                    | 156×71                                            | голубой                                           | Мавзолей Фатимы Масуме                            | Нефтеперерабатывающий завод                       | 2022                                              |
|                                                   |                                                   | 200/ 2 000 000                                    | 160×75                                            | бирюзовый жёлтый                                  | Плотина ГЭС Карун-3                               | Надписи на фарси и восточный узор                 | февраль 2023                                      |
|                                                   |                                                   | 200/ 2 000 000                                    | 156×71                                            | бирюзовый жёлтый                                  | Площадь Накш-е Джахан в Исфахане                  | Мужчины на лошадях, играющие в чоган              | март 2025                                         |

## Датировка

### Банкноты
На банкнотах Исламской Республики Иран дата выпуска отсутствует.

### Монеты
Монеты Исламской Республики Иран датированы по Солнечной хиджре. «Отставание» равняется 622 годам (2011 год н. э. — 1390 г. хиджры), с учётом несовпадения начала года.
Монеты Ирана шахского периода датированы по Солнечной Хиджре, а также по т. н. «Монархическому солнечному году» (1979 год н. э. — 2538 год), с учётом несовпадения даты начала года.

### Инвестиционные монеты
Параллельно с риалом в Иране имеют беспрецедентно широкое хождение инвестиционные монеты. Они имеют плавающий курс, коррелирующий с текущей котировкой золота; однако на курс также оказывают влияние иные факторы, такие, как время продажи-покупки, конкретный тираж и т. д. Инвестиционные монеты широко используются как форма банковских вкладов, как подарки, премии, свадебный махр и т. д.
В марте 1979 года золотые монеты династии Пехлеви, выпускавшиеся в Иране до Исламской революции февраля 1979 года, были заменены золотыми монетами «Весна Свободы» (перс. بهار آزادی‎, транслит. Bahar-e Azadi). С того момента было выпущено только 3 золотых юбилейных монеты: к 100-летию со дня рождения аятоллы Хомейни — в 1999 году, к шиитскому Году Имама Али — в 2000 году, в ознаменование Года пророка Мухаммеда — в 2007 году.
- Золотая монета 1 азади, выпущенная в 1994 году (1373 год Солнечной Хиджры), аверс.
- Золотая монета 1 азади, выпущенная в 1994 году (1373 год Солнечной Хиджры), реверс.